# Zane Kirchner

a Compétitions nationales et continentales officielles uniquement.

b Matchs officiels uniquement.
Dernière mise à jour le 13 août 2020.
Zane Kirchner, né le 16 juin 1984 à George (Afrique du Sud), est un joueur de rugby à XV sud-africain qui joue pour le Leinster (Pro12) au poste d'arrière.

## Carrière

### En club
En 2008, il rejoint les Bulls dans le Super 14. Lors de la saison 2008, Zane Kirchner dispute 11 matchs dans le Super 14 pour 15 points inscrits. En 2013, il rejoint la province irlandaise du Leinster Rugby.
- 2003-08: Griqualand West Griquas en Currie Cup et Central Cheetahs en Super 14
- 2008-13 :  Blue Bulls en Currie Cup et Bulls en Super Rugby
- 2013-2015 : Leinster Rugby (Pro12)

### En équipe nationale
Il a connu sa première cape internationale avec l'équipe d'Afrique du Sud contre les Lions britanniques le 4 juillet 2009. 

## Palmarès

### En club
- Vainqueur du Super 14 en 2009.
- Vainqueur du Pro12 en 2014.

### En équipe nationale
Au 20 septembre 2015, Zane Kirchner compte 31 sélections avec l'Afrique du Sud, dont 28 en tant que titulaire. Il inscrit  25 points, cinq essais. Il obtient sa première sélection le 4 juillet 2009 à Johannesbourg lors d'une rencontre contre les Lions britanniques et irlandais.
Il dispute trois éditions du Tri-nations ou du Rugby Championship, compétition qui lui succède, en 2011, 2012, 2013. Il compte 21 matchs dans cette compétition, inscrivant deux essais.